# Жертвенный путь
«Жертвенный путь» (нем. Opfergang) — немецкий цветной художественный фильм режиссёра Файта Харлана с Кристиной Зёдербаум и Карлом Раддацем в главных ролях. Фильм снимался в 1942—1943 годах и появился на экранах в 1944 году. Сценарий фильма по одноимённому рассказу Рудольфа Г. Биндинга был написан Альфредом Брауном.

## Сюжет
Альбрехт Фробен вернулся домой в Гамбург из морского путешествия, которое привело его в Японию. По желанию родителей он собирается жениться на дочери своего дяди Октавии. Семья проживает в доме на берегу Эльбы, но Альбрехт с трудом возвращается к размеренной жизни. Воскресным утром в доме при закрытых окнах читают стихотворение «Солнце садится» из «Дифирамбов Дионису» Фридриха Ницше, а Альбрехт призывает родных открыть окна и впустить в дом яркое солнце. Занимаясь греблей, Альбрехт знакомится с купающейся Эльсинг Флоден, иностранкой — то ли шведкой, то ли финкой, которая каждое лето проводит на соседней вилле. Они часто отправляются вместе на конные прогулки и узнают друг друга ближе. Жизнерадостная Эльс увлекается спортом, любит плаванье и стрельбу из лука, и по её внешнему виду трудно поверить, что она страдает неизлечимой болезнью, сразившей её во время одного из путешествий где-то в тропиках. В Гамбурге она проходит курс лечения, и её доктор просит её перестать безрассудно относиться к своему здоровью. Эльс влюбляется в Альбрехта, и Альбрехт также увлекается Эльс, что замечает его друг и двоюродный брат Матиас. Он пытается образумить друга во имя его невесты Октавии. Матиас также встречается с Эльс и просит её прекратить отношения с Альбрехтом, но Эльс собирается бороться за своё счастье.
Тем не менее, Альбрехт женится на Октавии и вместе с ней уезжает в Дюссельдорф. Октавия скучает по Гамбургу, но считает, что должна во всём поддерживать своего супруга. На шумном карнавале в обстановке буйного веселья Октавия окончательно убеждается в том, что жизнь на Рейне ей не подходит. Супруги возвращаются в Гамбург. Ослабевшая от неизлечимой болезни Эльс была вынуждена остаться в Гамбурге дольше, чем планировала, и уже не покидает постели. Альбрехт ежедневно проезжает на лошади мимо ворот её дома и молча приветствует её издали, и это придаёт Эльс сил для того, чтобы вернуться к совместным конным поездкам. Альбрехт и Эльс признаются друг другу в своих чувствах. В присутствии Альбрехта Эльс становится значительно лучше, и она отправляется проведать свою маленькую дочь Сюзанну, которая с кормилицей проживает в портовом квартале Гамбурга. О ребёнке Эльс узнаёт проследившая за ней Октавия, которая более не может скрывать свою ревность.
Тем временем в Гамбурге начинается эпидемия тифа. Ослабшая Эльс пишет Альбрехту письмо с просьбой забрать ребёнка из города. Альбрехт спасает ребёнка, но сам заражается тифом и находится на карантине в больнице. С пришедшей навестить его Октавией он делится своими переживаниями об Эльс, которая как-то призналась ему, что умрёт, если не увидит своего возлюбленного в окно во время его конных прогулок. Эльс действительно находится при смерти и, не зная ничего о произошедшем, ожидает Альбрехта у окна. Октавия принимает решение ступить на жертвенный путь и во имя своей любви к мужу вместо него отправляется на конную прогулку. Эльс умирает в бреду, но тем не менее в своих последних видениях осознаёт, что её приветствовал у ворот не Альбрехт. К счастью, Альбрехт выздоравливает. Проезжая с Октавией на лошадях по берегу моря, они вспоминают Эльс, которая завещала развеять свой прах в море, чтобы стать ветром и волнами.

## В ролях
- Кристина Зёдербаум — Эльсинг Флоден
- Карл Раддац — Альбрехт Фробен
- Ирена фон Мейендорф — Октавия Фробен
- Франц Шафхайтлин — Матиас Фробен
- Эрнст Шталь-Нахбаур — доктор Тербовен
- Отто Треслер — сенатор Фробен
- Пауль Бильдт — нотариус
- Аннемария Штайнзик — госпожа Фробен
- Эдгар Паули — слуга
- Фрида Рихард  — фрау Штайнкамп, медсестра